# باب گرگ
باب گرگ (انگلیسی: Bob Gregg; ۴ فوریهٔ ۱۹۰۴ – ۱۹۹۱ (۸۶−۸۷ سال)) بازیکن فوتبال اهل بریتانیا بود.
از باشگاه‌هایی که در آن بازی کرده‌است می‌توان به باشگاه فوتبال شفیلد ونزدی، باشگاه فوتبال دارلینگتون، باشگاه فوتبال کولچستر یونایتد، باشگاه فوتبال چلسی، باشگاه فوتبال اسلایگو راورز، باشگاه فوتبال بیرمنگام سیتی، و باشگاه فوتبال بوستون یونایتد اشاره کرد.